# Voivodia de Włocławek
A Voivodia de Włocławek (em polonês: województwo włocławskie) foi uma unidade de divisão administrativa e governo local da Polônia nos anos de 1975–1998. Foi substituída em 1999 pela voivodia da Cujávia-Pomerânia. Sua capital era Włocławek.

## Principais cidades
População em 31.12.1998
- Włocławek - 123 373
- Rypin - 16 971
- Lipno - 15 608
- Aleksandrów Kujawski - 13 031
- Ciechocinek - 11 312